# Antiquariaat

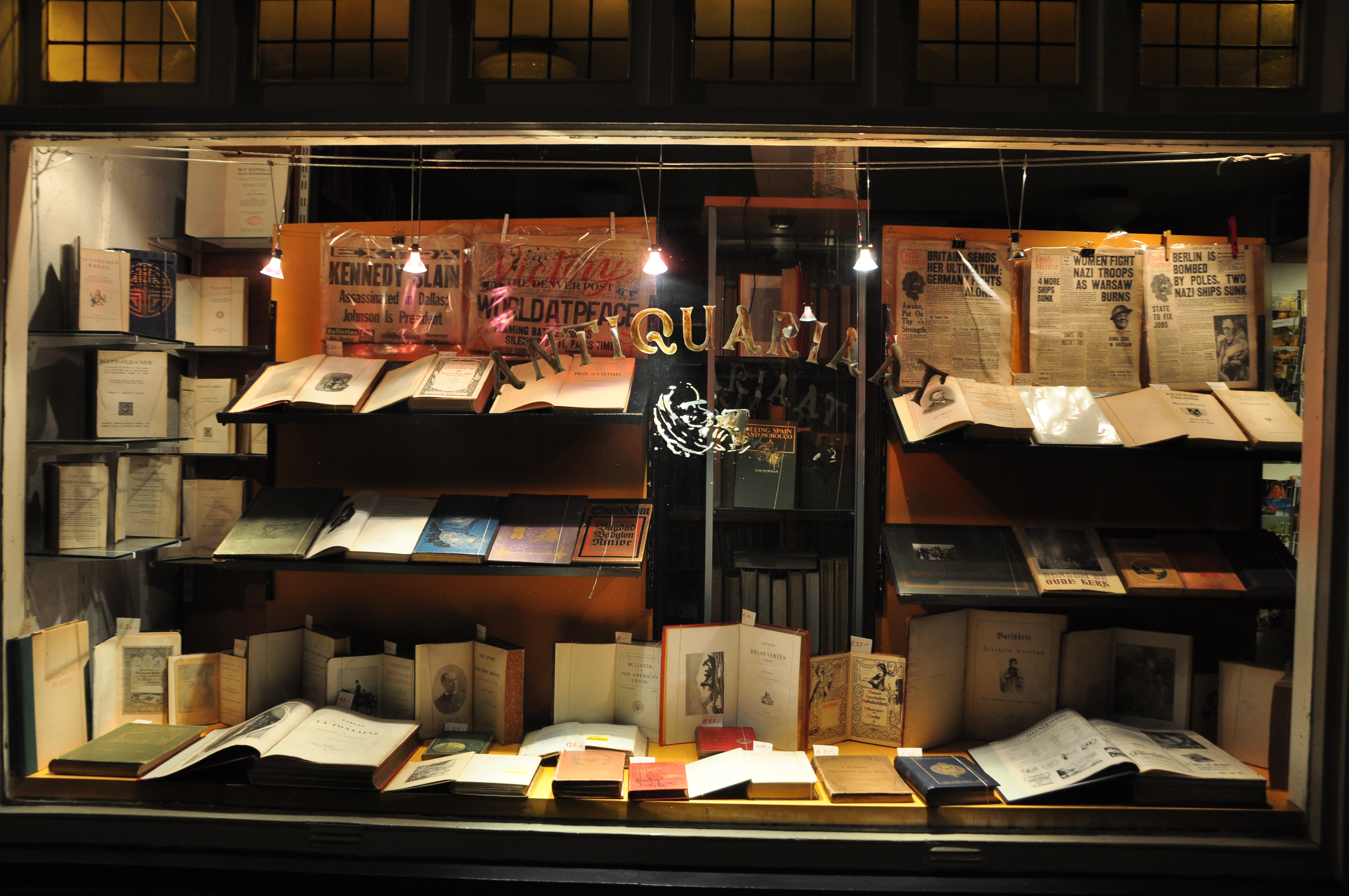
Etalage van een antiquariaat in Amsterdam

Een antiquariaat is een winkel waar oude boeken, kaarten en prenten worden verkocht. De eigenaar wordt antiquaar genoemd — niet te verwarren met een antiquair.
Vaak wordt een onderscheid gemaakt tussen antiquariaten die uitverkochte, vaak oude en kostbare, maar ook nieuwe, bibliofiele boeken verkopen, en moderne antiquariaten die gebruikte, maar nog leverbare boeken aanbieden. De laatste worden ook wel tweedehandsboekhandels genoemd; in sommige gevallen beschikken zij ook over een ramsjafdeling. Er zijn ook antiquaren die enkel een verzendantiquariaat beheren, en die hun klanten vinden door het rondsturen van catalogi en tegenwoordig ook in toenemende mate door het beheren van een eigen website; na bestelling wordt de klant het gevraagde toegestuurd. Naast antiquariaten die ‘gewone’ boeken verkopen zijn er onder andere ook stripantiquariaten waar stripboeken worden verkocht.
Tegenwoordig vormen ook gespecialiseerde internetsites een aparte categorie van antiquariaten, zoals AddAll en Eurobuch. Deze verwijzen naar verschillende ondernemingen die bestaan door namens een groot aantal beroepsantiquaren boeken te verkopen. Bekende namen zijn de Nederlandse sites Antiqbook en Boekwinkeltjes.nl, de Canadese website Abebooks en het Duitse Choosebooks (ZVAB).
Er is een Nederlandse vakvereniging voor antiquaren, de Nederlandsche Vereeniging van Antiquaren (NVVA). Deze beschermt de koper, zodat men zeker is van de koop.